# George Ganetakos
George Ganetakos (* um 1877 in Griechenland; † 1955) war ein kanadischer Kinobetreiber griechischer Herkunft.
Ganetakos arbeitete in Griechenland als Schmied. Aus wirtschaftlicher Not wanderte er aus und ließ sich 1900 in Montreal nieder, wo er vom Verkauf von Eis und Süßigkeiten lebte. Er beobachtete den Erfolg der aufkommenden Kinotheater und eröffnete mit einigen Geschäftspartnern 1910 das Moulin Rouge, das zwischen Léo-Ernest Ouimets Ouimetoscope und Georges Gauvreaus Nationoscope lag. Der geschäftliche Erfolg war derart, dass er 1912 in der Lage war, den ersten Kinopalast in Montreal, das Strand Theater zu gründen.
Seine Gesellschaft, United Amusement, expandierte in den folgenden Jahren weiter. Es wurden das Papineau, das Plaza und das Granada (heute: Théâtre Denise-Pelletier) erbaut, und Ganetakos übernahm Kinos von Konkurrenten. 1924 versuchten die Famous Players, seine Gesellschaft zu übernehmen, es gelang ihm jedoch, eine Vereinbarung auszuhandeln, die ihm die Kontrolle über die Kinokette in Montreal sicherte. 1937 übernahm Unitad Amusement die Kinos der Familien  Lawand und Tabah in Montreal, deren Leitung Ganetakos seinem Sohn John Ganatakos übertrug. 
1946 eröffnete United das erste Kino in Montreal nach dem Zweiten Weltkrieg. Während des Krieges unterstützte Ganetakos den Greek War Relief Fund, wofür er 1950 von König Paul I. von Griechenland ausgezeichnet wurde. Nach seinem Tod bei einem Autounfall 1955 übernahm sein Sohn die Leitung von United Amusement, nach dessen Tod 1959 ging die Gesellschaft an Famous Players.

## Quelle
- Cinema in Quebec: George Ganetakos

| Personendaten    | Personendaten                                   |
| ---------------- | ----------------------------------------------- |
| NAME             | Ganetakos, George                               |
| KURZBESCHREIBUNG | kanadischer Kinobetreiber griechischer Herkunft |
| GEBURTSDATUM     | um 1877                                         |
| GEBURTSORT       | Griechenland                                    |
| STERBEDATUM      | 1955                                            |